# Luca Damonte
Luca Damonte (Genova, 3 aprile 1992) è un pallanuotista italiano, mancino della Rari Nantes Savona.

## Palmarès

### Club
- Coppe LEN: 2

Savona: 2011-12
Brescia: 2015-16
- Campionato ungherese: 3

Ferencvaros: 2022, 2023, 2024
- Coppa d'Ungheria: 2

Ferencvaros: 2022, 2023
- LEN Champions League: 1

Ferencvaros: 2023-24

### Nazionale
- Mondiali:

Budapest 2022: 
Doha 2024: 
- Europei

Zagabria-Dubrovnik 2024: 
- World League

Strasburgo 2022: 